# وندی فریزر
وندی فریزر (انگلیسی: Wendy Fraser؛ زادهٔ ۲۳ april ۱۹۶۳ (۶۱ سال)) بازیکن هاکی روی چمن اهل بریتانیا است.